# Jóapátok
A Jóapátok (eredeti cím: Man with a Plan) egy 2016 és 2020 között bemutatott amerikai szitkomsorozat. A sorozat alkotói Jackie Filgo és Jeff Filgo, a történet pedig egy családapáról szól, aki igyekszik helytállni az otthoni életében. A főszereplő családapát Matt LeBlanc játssza, mellette felbukkan még a sorozatban Liza Snyder, Jessica Chaffin, Matt Cook és Grace Kaufman.
A sorozatot az Amerikai Egyesült Államokban a CBS mutatta be 2016. október 24-én, Magyarországon a Viasat 3 tűzte műsorra 2018. január 2-án, később a Sony Maxra került át.

## Cselekmény
A történet főszereplője egy vállalkozó, Adam Burns, aki bátyjával, Donnal üzemeltetik közös cégüket. Egy napon Adam felesége, Andi elkezd dolgozni technikusként, ezzel Adamnek kell otthon boldogulnia három csemetéjükkel: Kate-tel, Emme-mel és Teddyvel. Adam rájön, hogy ez nem is olyan könnyű feladat, de felesége és más szülők segítségével a férfi minden tőle telhetőt megtesz, hogy jól végezze a dolgát.

## Szereplők
| Szereplő        | Színész          | Magyar hang      |
| --------------- | ---------------- | ---------------- |
| Adam Burns      | Matt LeBlanc     | Holl Nándor      |
| Andi Burns      | Liza Snyder      | Orosz Anna       |
| Mrs. Rodriguez  | Diana Maria Riva | Nádasi Veronika  |
| Lowell          | Matt Cook        | Seszták Szabolcs |
| Marie Faldonado | Jessica Chaffin  | Vadász Bea       |
| Kate Burns      | Grace Kaufman    | Károlyi Lili     |
| Teddy Burns     | Matthew McCann   | Tóth Viktor      |
| Emme Burns      | Hala Finley      | Kobela Kíra      |

## Évados áttekintés
| Évad | Évad | Részek száma | Részek száma | Eredeti sugárzás   | Eredeti sugárzás | Eredeti adó | Magyar sugárzás   | Magyar sugárzás   | Magyar adó |
| Évad | Évad | Részek száma | Részek száma | Évadbemutató       | Évadzáró         | Eredeti adó | Évadbemutató      | Évadzáró          | Magyar adó |
| ---- | ---- | ------------ | ------------ | ------------------ | ---------------- | ----------- | ----------------- | ----------------- | ---------- |
|      | 1.   | 22           | 22           | 2016. október 24.  | 2017. május 15.  | CBS         | 2018. január 2.   | 2018. január 30.  | Viasat 3   |
|      | 2.   | 21           | 21           | 2017. november 13. | 2018. május 21.  | CBS         | 2019. február 2.  | 2019. április 13. | Sony Max   |
|      | 3.   | 13           | 13           | 2019. február 4.   | 2019. május 6.   | CBS         | 2020. március 14. | 2020. március 28. | Sony Max   |
|      | 4.   | 13           | 13           | 2020. április 2.   | 2020. június 11. | CBS         | 2024. március 20. | 2024. április 9.  | Viasat 6   |